# Škoda 1200/1201/1202
Les Škoda 1200, 1201 et 1202 sont trois automobiles produites entre 1952 et 1971 par le constructeur tchécoslovaque Škoda Auto. 
Disponible en carrosseries berline et break, la 1200 a été assemblée entre 1952 et 1955. Cette même année, la 1201 prend le relais. La berline est supprimée du catalogue en 1958. Subsistent alors le break et les utilitaires, légèrement redessinés en 1961, qui perdureront jusqu’en 1971 sous le nom de 1202.

## La Škoda 1200 (1952-1955)
En mars 1952, Škoda dévoile sa nouvelle berline au Salon de Genève : la 1200, qui remplace la 1102. Il s’agit d’une voiture à quatre portes, recevant une vaste carrosserie tout acier aux lignes arrondies. 
Souhaitant améliorer le confort de ses voitures, Škoda dote la 1200 d’un nouveau tableau de bord et d’un efficace système de chauffage/dégivrage. Sous le capot se trouve une évolution du moteur de la 1102, un quatre cylindres de 1 221 cm3, développant 36 ch, associé à une boîte à quatre vitesses.
À son lancement, la 1202 est disponible en carrosserie berline, break (trois portes au début, puis cinq dès 1953) et fourgonnette.

## La Škoda 1201 (1955-1961)
Fin 1955, alors que Škoda vient de lancer sa nouvelle berline populaire 440, la 1201 remplace la 1200.
Extérieurement, seuls de nouveaux clignotants placés, à côté des phares, et de nouvelles poignées de portes la distinguent de son aînée. Toutefois le moteur développe désormais 45 ch, avec trois rapports synchronisés au lieu de deux. La gamme est aussi complétée par un pick-up.
L’usine de Mlada Boleslav devenant trop petite pour accueillir la 440 et la 1201, la production de cette dernière est transférée dans les usines de Kvasiny et de Vrchlabí. 
En 1958, Škoda cesse la fabrication de la berline. Le reste de la gamme perdure jusqu’en 1961, sans changement majeur. Il a un temps été prévu de remplacer la berline 1201 par un nouveau modèle à moteur 1500, mais cela ne s’est pas concrétisé.

## La Škoda 1202 (1961-1971)
En 1961, la 1201 est retouchée, afin que l’air de famille avec l’Octavia sortie en 1959 soit plus évident. Elle est alors renommée en 1202, et n’est plus disponible qu’en break, fourgonnette et pick-up. Quelques modifications sont effectuées en 1963 ; nouvelle grille de calandre, poignées de portes plus ergonomiques, planche de bord redessinée, insonorisation améliorée.
Deux ans plus tard, la fabrication de la 1202 débute en Turquie. Elle sera assemblée à Istanbul par Gelik Montaj jusqu’au début des années 1970. Le pick-up survivra encore quelques années sous une nouvelle forme, beaucoup plus anguleuse. 
En 1971, Škoda décide d'arrêter définitivement la production de la voiture en Tchécoslovaquie. 60 137 exemplaires auront été construits, et une part non négligeable a été exportée vers l’Afrique et l’Amérique du Sud, où la robustesse des 1102 fut très appréciée.
Il faudra attendre 1990 et la Forman pour revoir un break dans la gamme Škoda.

## Galerie

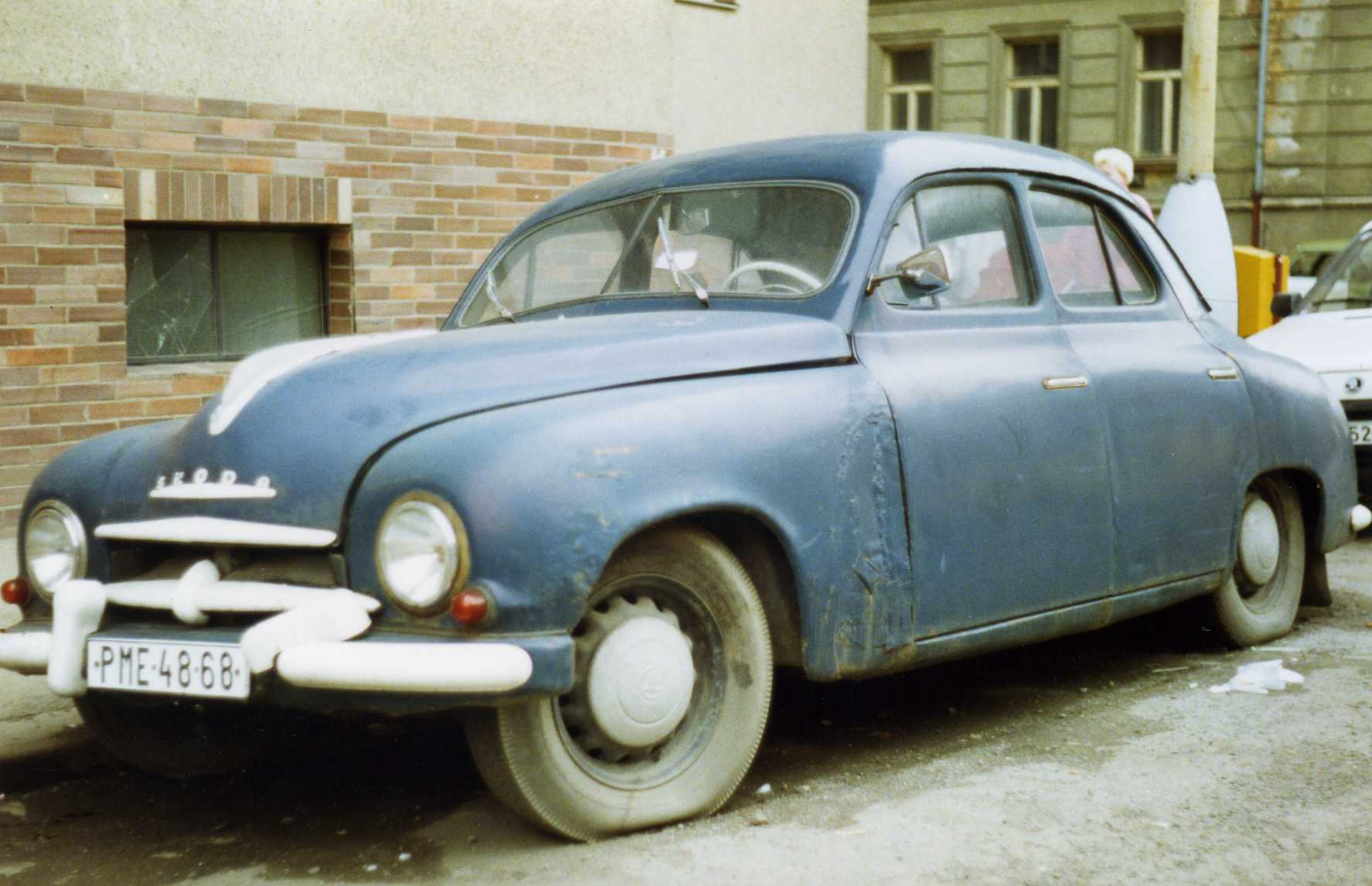
Škoda 1200
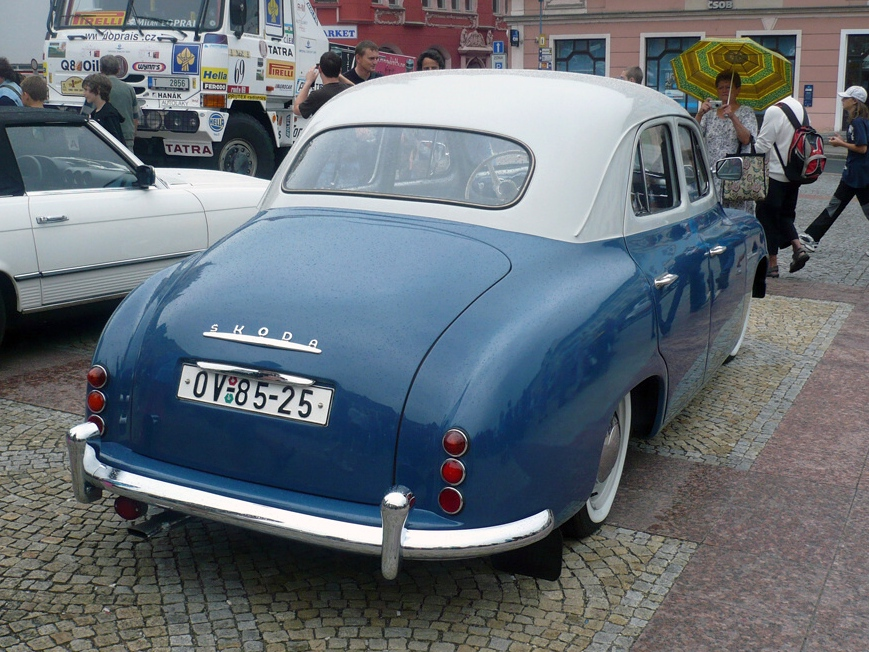
Škoda 1200
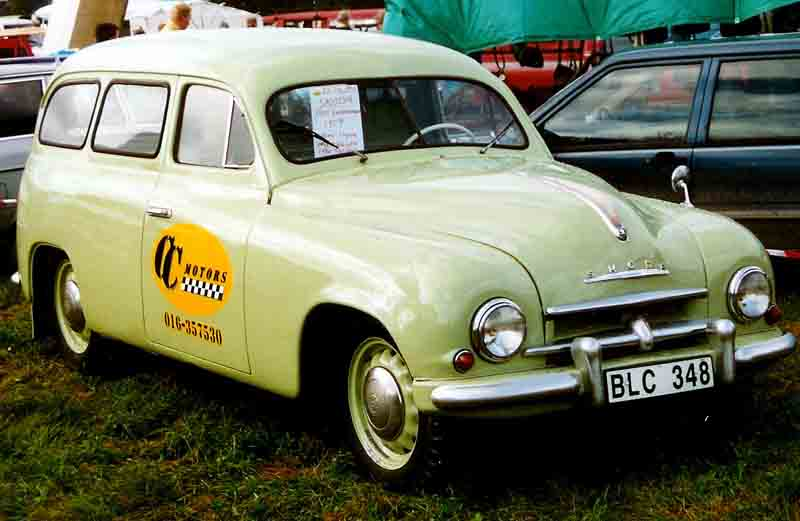
Škoda 1201 Kombi
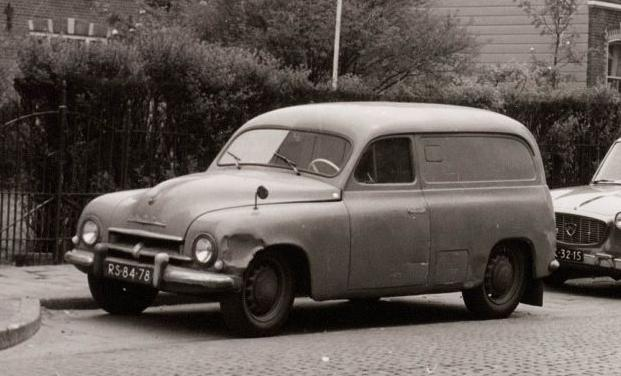
Škoda 1201 Kombi
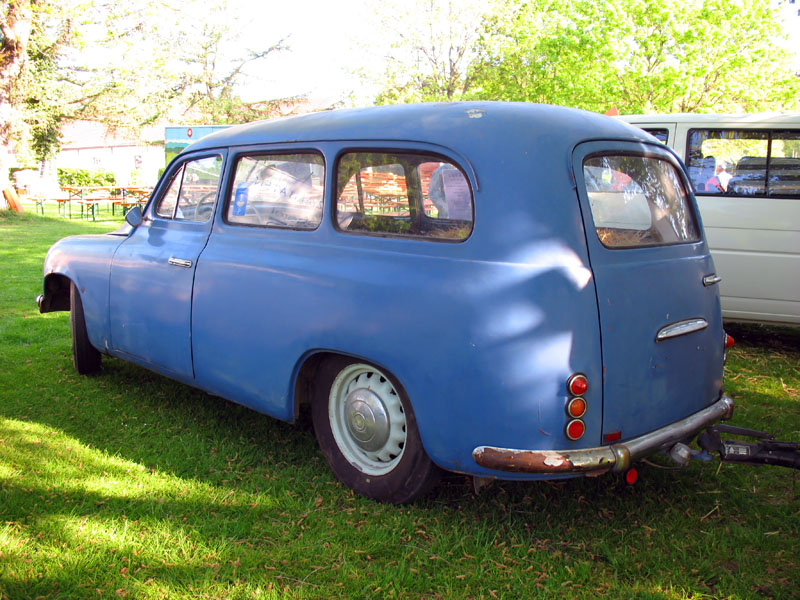
Škoda 1201 Kombi
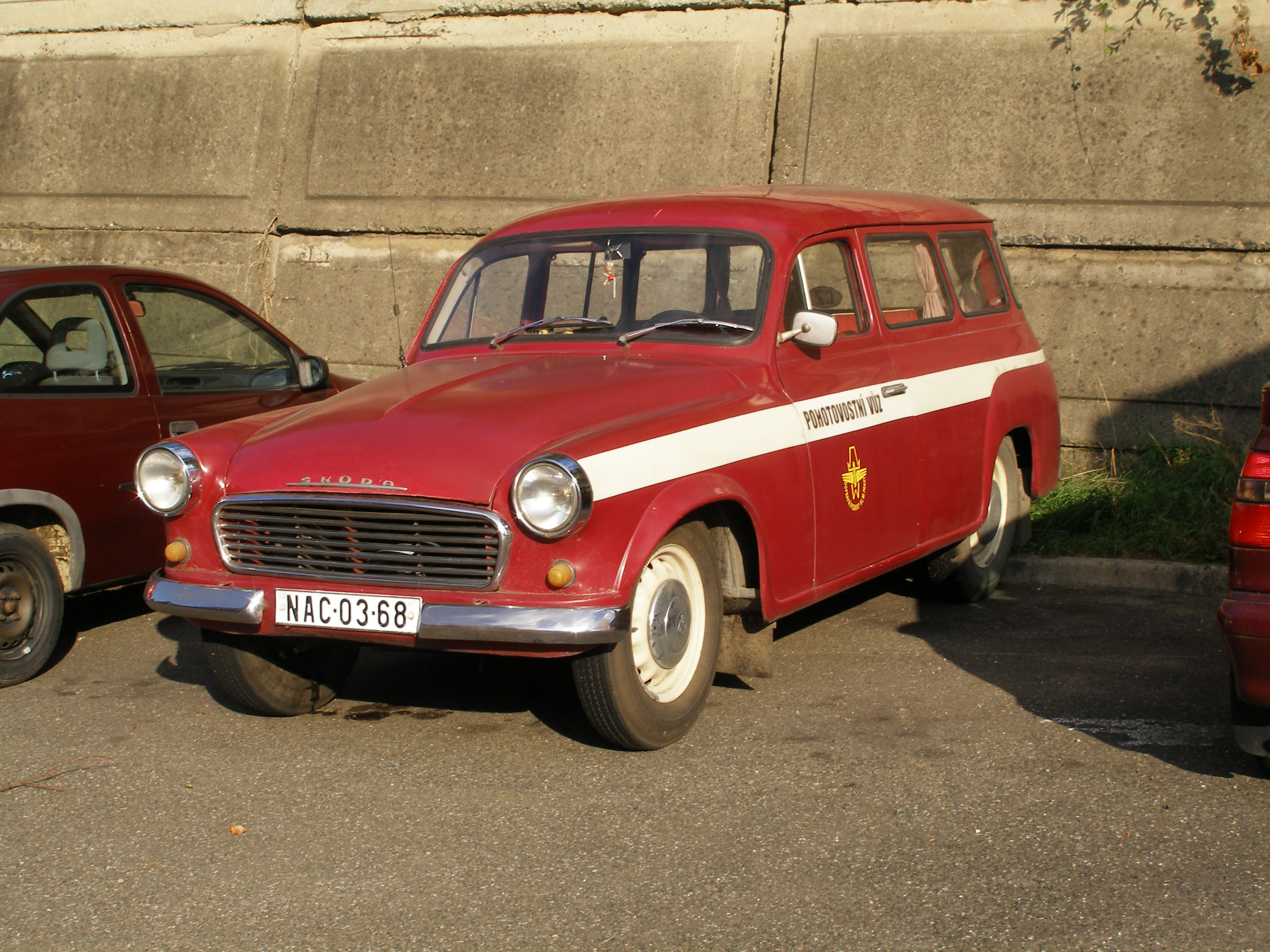
Škoda 1202
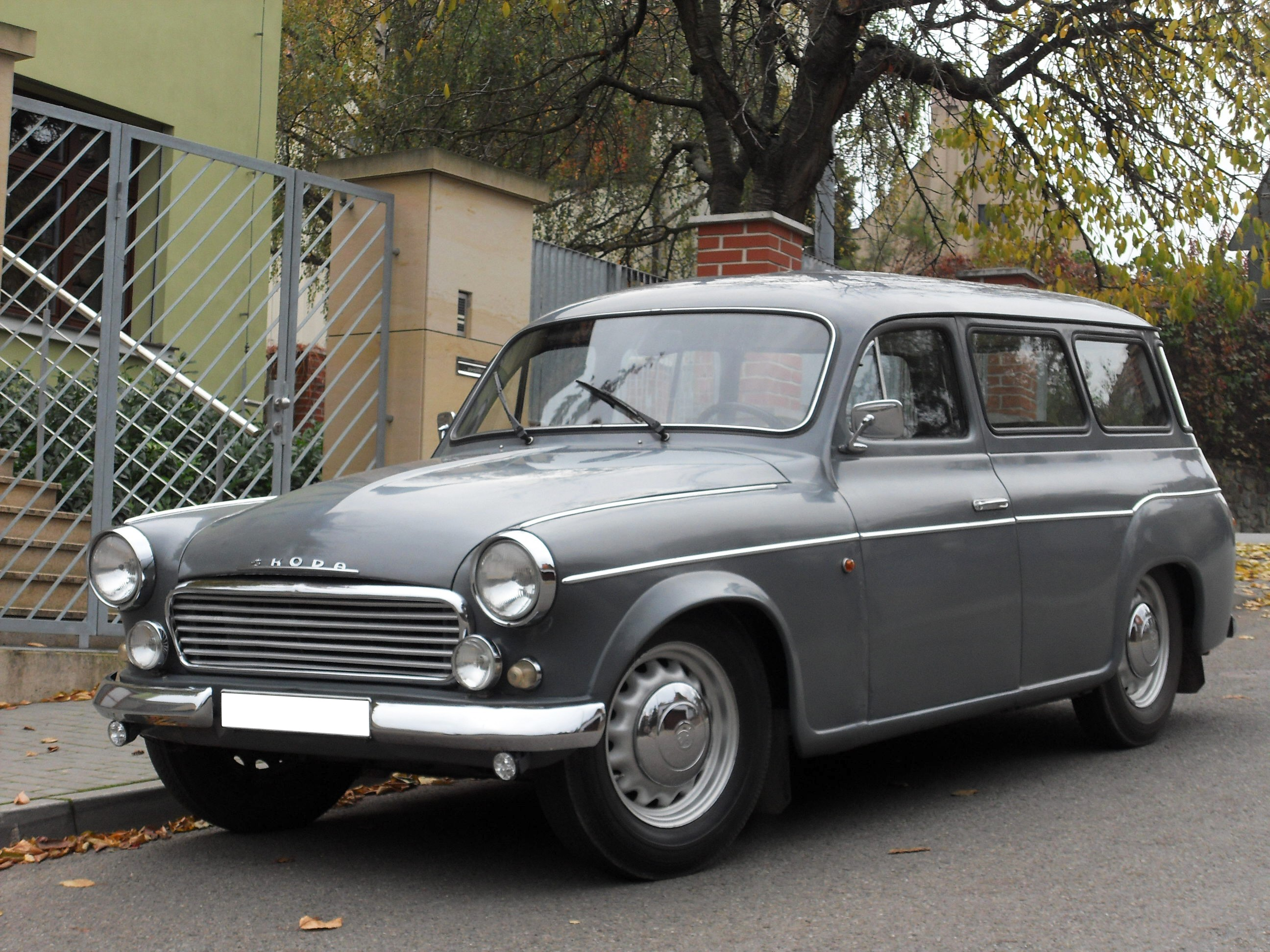
Škoda 1202
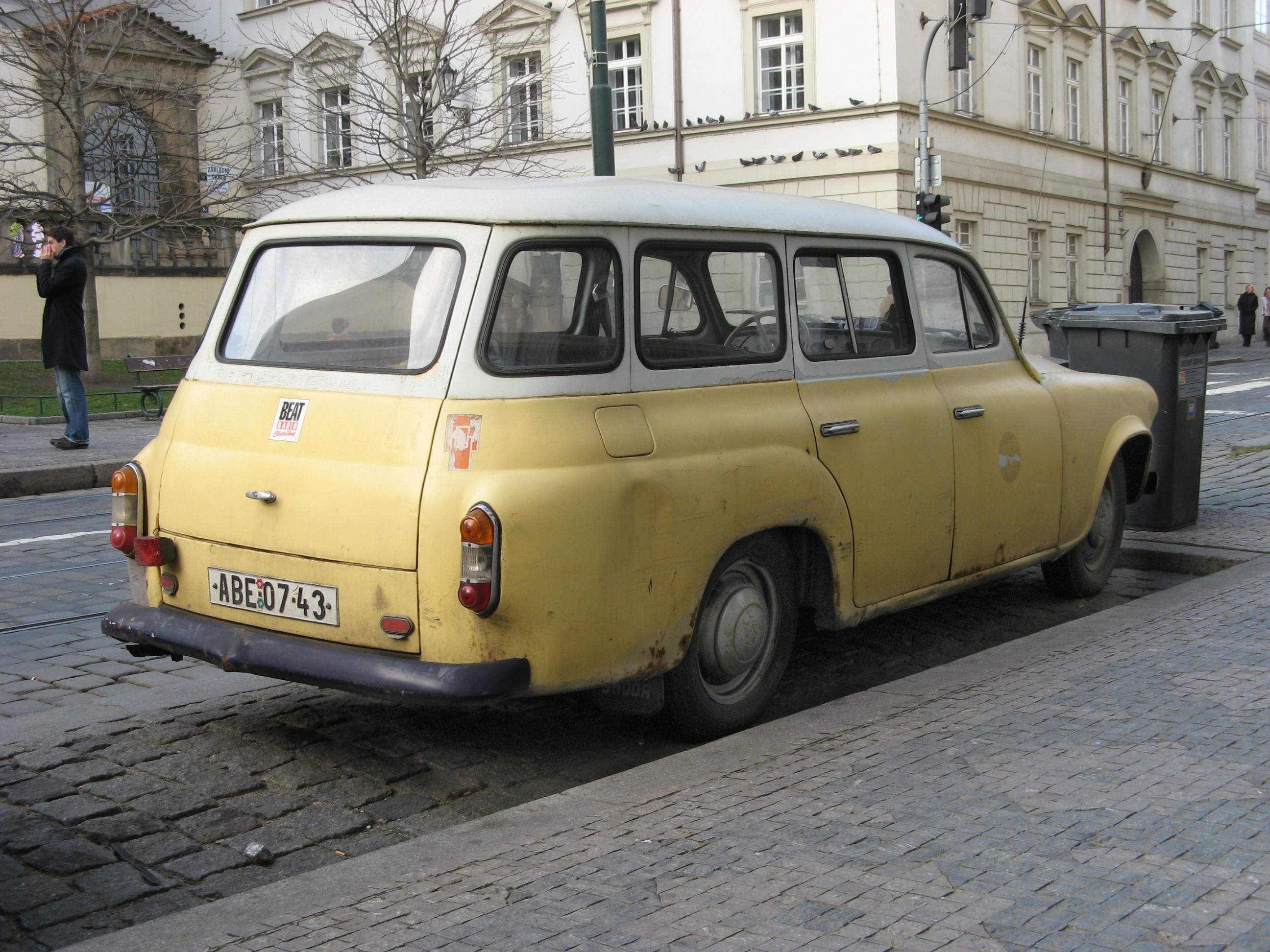
Škoda 1202

## Sources
- Bernard Vermeylen, Voitures des pays de l'Est, Boulogne-Billancourt, ETAI, 2008, 239 p. (ISBN 9782726888087, OCLC 470767381)